# Trachylepis loluiensis
Trachylepis loluiensis (лолуйська мабуя) — вид сцинкоподібних ящірок родини сцинкових (Scincidae). Ендемік Уганди.

## Поширення і екологія
Лолуйські мабуї є ендеміками острова Лолуй в озері Вікторія. Вони живуть великими групами серед скель. Живляться коретрами та іншими безхребетними.

## Збереження
МСОП класифікує цей вид як вразливий. Trachylepis loluiensis загрожує поява на острові інвазивних тварин.